# Imprimatura

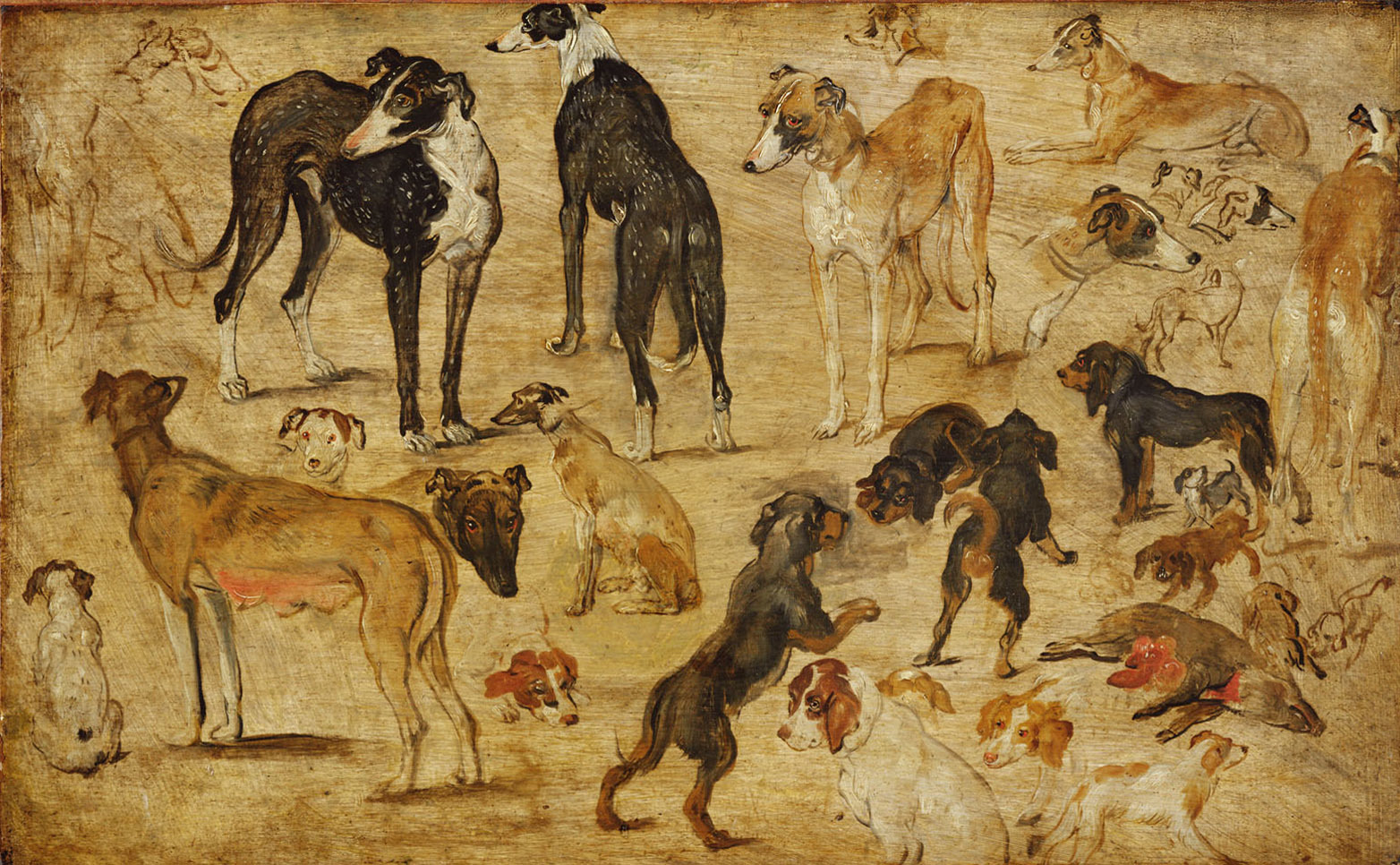
Jan Brueghel de Oude, Studie van honden (geschilderd op de imprimatura), Kunsthistorisches Museum Wien.

De imprimatura is de benaming voor een dunne transparante gekleurde verflaag, die op de grondlaag van een doek of paneel wordt aangebracht voor de schilder met de eigenlijke uitwerking van zijn voorstelling begint. De term stamt uit het Italiaans waar het echter imprimitura wordt genoemd en het betekent letterlijk ‘eerste laag’.

## Functie
Het doel van de imprimatura is meervoudig. Men wil met deze initiële laag het doek of het paneel voorbereiden op het schilderen door de ondergrond te impregneren met bindmiddel, zodat hij minder absorberend wordt om zo de opeenvolgende lagen tegen inzinken te beschermen. Anderzijds zorgt de imprimatura voor een eerste onderkleur over het ganse oppervlak die de kleurtoon van het werk zal bepalen. Bij schilderijen met een gecompliceerde opbouw van de verflagen is de imprimatura optisch minder belangrijk dan bij werken die alla prima geschilderd zijn.
De ondertekening werd hetzij onder hetzij op de imprimatura getekend of gepenseeld. Een bovenliggende imprimatura zal ervoor gezorgd hebben dat een ondertekening in zwart krijt of houtskool, niet werd weggeborsteld bij het aanbrengen van de verflagen. Voor een geschilderde ondertekening is dit niet belangrijk.
Soms wordt de imprimatura niet over het ganse oppervlak van het werk geschilderd maar worden bepaalde onderdelen open gelaten. De imprimatura wordt dan als een soort van globale onderschildering gezien, maar normalerwijze was de imprimatura een voorbereidende laag waarop de onderschildering werd aangebracht.
Men moet de imprimatura niet verwarren met de onderschildering. In tegenstelling tot de monochrome imprimatura is de onderschildering de basis van het thema dat op het schilderij zal worden uitgewerkt in aparte kleurvlakken, in lokaalkleuren  of in grisaille of camaieu. Men vindt dan ook dikwijls teksten waarin ‘verdaccio’ als imprimatura wordt vermeld, waar die kleur eigenlijk voornamelijk gebruikt werd in de onderschildering als onderlaag voor huidtinten.

## Samenstelling
De verf voor de imprimatura werd samengesteld door pigmenten te mengen met een bindmiddel zoals lijnolie of eidooier. De meest diverse pigmenten werden gebruikt voor de imprimatura, zowel lichte tinten als donkere, maar aan de basis wordt steeds loodwit gebruikt. 
Uit een kopie uit de dertiende eeuw van een traktaat van Eraclius over de techniek van het schilderen blijkt dat men toen al een paneel prepareerde nadat de basislaag was aangebracht. Die imprimatura, voor schilderijen in olieverf, werd gemaakt met een mengsel van loodwit in olie, aangebracht in twee lagen, waarbij de tweede laag minder “vet” moest zijn dan de eerste omdat anders bij het drogen rimpels in de verflaag ontstonden.
Uit studies van de literatuur over schildertechniek in Italië in de zeventiende eeuw blijkt ook het gebruik van een imprimatura van rode aarde, loodwit, roet en kalk met olie. Maar dezelfde materialen werden gebruikt door meesters als Gerard David (1455-1523) en Jan van Eyck.
Professor Allart zegt dat op dragers waarop met olie geschilderd werd, een imprimitura werd aangebracht op basis van olie, loodwit, krijt en rode of zwarte pigmenten. De imprimitura was wit in de 15e en 16e eeuw, grijs of beige vanaf de 16e eeuw en soms oker of rood in de 17e eeuw. Vandaag wordt canvas om op te schilderen vaak kant-en-klaar verkocht met een imprimatura in witte acryl verf.

## Kleur
Aan de door de eeuwen heen vrij constante samenstelling van loodwit met kalk in lijnolie (voor schilderen met olieverf) werden kleurpigmenten toegevoegd om een basiskleur te verkrijgen die het wit van de gesso laag, die als grondlaag op het paneel of op het doek werd aangebracht, te temperen. De kleurpigmenten konden eventueel door de schilder gekozen worden in functie van het beoogde effect op het uiteindelijke werk hoewel in studies weinig of geen resultaten in die richting gevonden worden. Heel dikwijls gebruikt men aardkleuren zoals gele- en rode oker,  omber en ijzeroxide, maar ook verschillende vormen van koolstof zoals roet en beenderkool. Ook lood-tin geel (gele menie) werd in de imprimatura gebruikt.
Regelmatig kan men bij de studie van schilderijen zien dat de artiest de imprimatura niet overschilderde in bepaalde gedeeltes van zijn werk; op dat moment is de kleur van de imprimatura wel degelijk belangrijk. Bruegel en Rubens gebruikten imprimatura gaande van koel grijs tot warm bruin in hun gemeenschappelijke werken, met de voorkeur voor het rood-bruine type. In verschillende schilderijen van Brueghel kan men trouwens zien dat hij de hoogten en diepten van boomstammen dadelijk op de imprimatura uitwerkt maar voor de middentoon de ongewijzigde imprimatura gebruikt.

## Gebruik
De imprimatura werd van in de vroege middeleeuwen gebruikt bij het schilderen van fresco’s, panelen en later bij het schilderen op canvas even goed bij het werken met tempera als later bij het schilderen met olieverf. De imprimatura bleef in gebruik tot op vandaag zoals onderzoeken op werken van recente meesters aantonen. Vanaf het midden van de19e eeuw werden de meeste doeken door de schilder aangekocht bij de leveranciers van schildermateriaal. Niettemin kon men aantonen dat sommige meesters uit die periode, onder anderen Renoir, Monet en Van Gogh, nog zelf hun canvas prepareerden en ook zij gebruikten nog een verf op basis van loodwit en kalk met eventueel enkele toegevoegde pigmenten om een basiskleur te bekomen.
Hierna vindt men de bespreking van de studieresultaten van een aantal onderzoekers naar (onder meer) de imprimature die gebruikt werden door een aantal bekende meesters.

### Lorenzo Lotto
Stellen dat men in Italië groene imprimature aanbracht en in Vlaanderen grijze, zoals men hier en daar nog kan lezen, is een beetje eenvoudig. De kleur en de samenstelling van deze tussenlaag kon zelfs in het werk van één schilder variëren, zoals bleek uit diverse studies van de laagopbouw van schilderijen onder meer op werken van de Venetiaan Lorenzo Lotto (1480-1556). Maar de onderzoekers vonden ook dat een olieverf met loodwit en een snuifje lood-tin geel (gele menie), wat in een bleekgrijze toon resulteerde, naast Venetië even goed in Vlaanderen als in Firenze gebruikt werd voor de imprimatura. En de grijze imprimatura op basis van loodwit en roet die in Vlaanderen populair was werd ook teruggevonden in werk van Lotto.

### Rogier van der Weyden
Ook bij Rogier van der Weyden (1400-1464) kan men in vijf schilderijen drie verschillende imprimatura lagen vaststellen gaande van puur loodwit over loodwit met roet en loodwit met roet gemengd met een opaak rood pigment. De onderzoekers stellen dat het gebruik van een lichtgekleurde imprimatura in die tijd in Vlaanderen waarschijnlijk vrij algemeen verspreid was in tegenstelling met wat dikwijls wordt aangenomen, namelijk dat de Vlaamse Primitieven schilderden op een witte achtergrond.

### Rafaël
Ook bij Rafaël (1483-1420) zien we een imprimatura van loodwit met gele menie (minder dan 5%) en glaspartikeltjes. Het glas werd waarschijnlijk toegevoegd als siccatief om de verf sneller te laten drogen. Dit type van imprimatura werd teruggevonden in een aantal vroege werken van de meester, stammend uit de periode voor hij naar Rome trok (1508). Die techniek van Rafael in zijn vroege periode was gebaseerd op de technieken van centraal Italië gedurende de tweede helft van de vijftiende eeuw.

### Johannes Vermeer
Vermeer (1632-1675) gebruikte voor zijn imprimatura een techniek die in de 17e eeuw in de noordelijke en zuidelijke Nederlanden vrij algemeen werd toegepast. Hij schilderde twee lagen beiden bestaande uit loodwit gemengd met kalk, roet, beenderkool en pigmenten van aardkleuren gebonden met lijnzaadolie. De tweede laag bevatte minder zwart en meer aardkleuren en had een rozige, bruine kleur. De eerste laag was lichtgrijs-bruin.